# Нименьга (присілок)
Нименьга (рос. Нименьга) — присілок в Онезькому районі Архангельської області Російської Федерації.
Населення становить 17 осіб. Входить до складу муніципального утворення Нименьгське поселення.

## Історія
Від 2004 року входить до складу муніципального утворення Нименьгське поселення.

## Населення
| 2002 | 2010 | 2012 |
| ---- | ---- | ---- |
| 24   | ↘15  | ↗17  |